# Robert Sands
Robert Sands (Jacksonville, 3 novembre 1989) è un giocatore di football americano statunitense che gioca nel ruolo di safety per gli West Virginia Roughriders della National Arena League (NAL). Fu scelto nel corso del quinto giro (134º assoluto) del Draft NFL 2011 dai Cincinnati Bengals. Al college ha giocato a football alla West Virginia University.

## Carriera professionistica

### Cincinnati Bengals
Sands fu scelto nel corso del quinto giro del Draft 2011 dai Cincinnati Bengals. Nella sua stagione da rookie disputò una sola partita, il 4 novembre 2011 contro i Pittsburgh Steelers. Il 24 agosto 2012 fu inserito in lista infortunati a causa di un infortunio al petto. Fu svincolato il 12 giugno 2013.

## Vittorie e premi
Nessuno

## Statistiche
| Partite totali             | 1 |
| Partite totali da titolare | 0 |